# Číhaň
Číhaň település Csehországban, a Klatovyi járásban. Číhaň Kolinec, Mochtín, Plánice és Zavlekov településekkel határos. Lakosainak száma 212 fő (2024. január 1.).

## Népesség
A település lakosságának változását az alábbi diagram mutatja:
| Lakosok száma | 474  | 496  | 552  | 351  | 215  | 196  | 199  | 210  | 219  | 212  |
|               | 1869 | 1890 | 1921 | 1950 | 1980 | 2001 | 2017 | 2019 | 2022 | 2024 |